# Connee Boswell
Pour les articles homonymes, voir Boswell.
Connee Boswell (née le 3 décembre 1907 à Kansas City (Missouri) et morte le 11 octobre 1976 à Manhattan) est une actrice et chanteuse de jazz américaine. Avec ses sœurs Martha et Helvetia "Vet" Boswell, elle chante dans le groupe Boswell Sisters, très populaire pendant les années 1930.

## Discographie
- Bing and Connee (Decca, 1952)
- Connee (Decca, 1956)
- Connee Boswell and the Original Memphis Five in Hi-Fi (RCA Victor, 1957)
- The New Sound of Connee Boswell: Sings the Rodgers & Hart Song Folio (Design, 1958)
- Connee Boswell Sings The Irving Berlin Song Folio (Design, 1958)
- An Evening with Connie Boswell (Pickwick, 1989)
- Deep in a Dream (Harlequin, 1996)
- Heart & Soul (ASV Living Era, 1997)
- Moonlight and Roses (Flare, 2001)
- Singing the Blues (Sepia, 2006)

## Filmographie
- 1942 : Vedette à tout prix (Kiss the Boys Goodbye)
- 1942 : La Fièvre du jazz (Syncopation) de William Dieterle